# Otto von Below
Otto Ernst Vinzent Leo von Below (Danzig, 1857. január 18. – Danzig, 1944. március 15.) porosz tábornok az első világháború idején.

## Élete
1887-ben végzett a hadiakadémián. Különböző parancsnoki posztokon szolgált, 1889-ben kapitánnyá léptetik elő. 1914-ben az 1. tartalékhadtest parancsnoka.
Az első világháború idején több csatában is részt vett: a gumbinneni csatában, a tannenbergi csatában. Harcolt Mazuri-tavaknál (1915. február).
1916-ban a macedón és a nyugati fronton szolgált, itt az úgynevezett Below-hadseregcsoport fölött parancsnokolt. 1917-ben a nyugati és az olasz fronton teljesített szolgálatot.

A caporettói áttörés (1917. október 24. – november 19.)

Az 1917-es caporettói áttörés egyik fontos tervezője és egyik irányítója volt. A „caporettói csodának” is nevezett offenzíva során az Osztrák–Magyar Monarchia és a Német Birodalom csapatai mélyen behatoltak Észak-Olaszországba. Ez volt a központi hatalmak utolsó jelentős győzelme az antant csapatok fölött.
A hatalmas előretörést 1918-ban az antant ellentámadása követte, a második piavei csatában Below csapatai is vereséget szenvedtek. Ezután 1918-ban a 17. hadsereget irányította a nyugati fronton. 1919-ben visszavonult.